# Editorial Catalana
La Editorial Catalana fue una empresa editora española fundada en Barcelona en 1917, bajo el patrocinio de la Lliga Regionalista, por iniciativa de Enric Prat de la Riba, con Francesc Cambó al frente del consejo de administración, la gerencia los hermanos Josep y Pau Pugés y, hasta 1921, la dirección literaria de Josep Carner.
El abanico de las publicaciones que sacó al mercado fue, en pocos años, muy numeroso y variado. Así, publicó las revistas Catalunya Marítima, D'Ací i d'Allà, Agricultura (llamada más tarde Agricultura i Ramaderia) y Economia i Finances, así como las colecciones de libros Biblioteca Catalana (de autores catalanes), Biblioteca Literaria (mayoritariamente de autores no españoles) y Enciclopèdia Catalana. Desde 1924 una parte de las revistas y de las colecciones siguieron editándose por la Llibreria Catalònia fundada por Antoni López i Llausàs.